# ローガンエアー
ローガンエアー（英語: Loganair）は、スコットランドのコミューター航空会社である。ハブ空港のあるグラスゴーの他、エディンバラ、インヴァネス、ダンディー、アバディーン、ノリッジを焦点都市としている。

## 概要
1962年に設立された。ペイズリーのグラスゴー国際空港に本拠地を構える。
ローガンエアーはスコットランド本土、オークニー諸島、シェトランドおよび西部の島で、Flybeのフランチャイズの下で運営する。
また、ロイヤルメールの代わりに、スコットランドの航空救急サービスや、夜間のメールサービスを提供する。

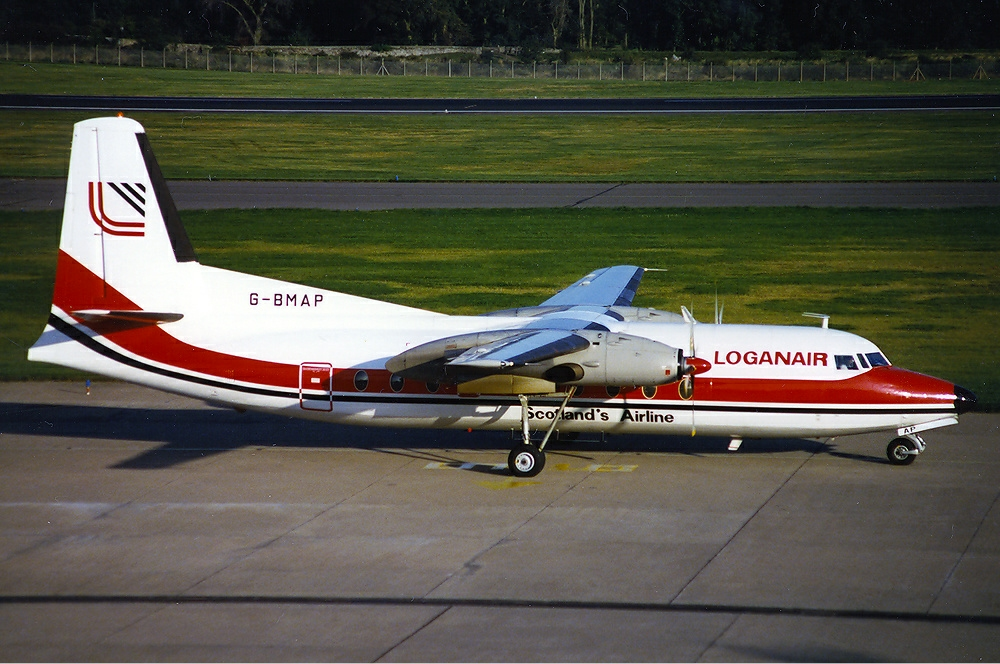
フォッカー F27

同社は、イギリス民間航空局のタイプA営業ライセンスを保持している。
そのため、20席以上の航空機に乗客、貨物、メールを運ぶことが許可されている。

## 就航地
ローガンエアーはFlybeとのフランチャイズ契約の一部として、以下の目的地に就航している。（2014年1月22日現在）
また、ローガンエアーの運航するウェストレー空港とパパウェストレー空港間は、1.7マイルの距離で、世界最短の商業航空路である（乗り物に関する世界一の一覧）。

### ヨーロッパ
ノルウェー
- ベルゲン - ベルゲン空港 季節運航

アイルランド共和国
- ダブリン - ダブリン空港
- ドニゴール - ドニゴール空港

イングランド
- リーズ/ブラッドフォード - リーズ・ブラッドフォード空港
- ロンドン - ロンドン・スタンステッド空港[6]
- マンチェスター - マンチェスター空港
- ノリッジ - ノリッジ国際空港 ベース

スコットランド
- アバディーン - アバディーン空港 ベース
- バラ島 - バラ空港
- ベンベキュラ - ベンベキュラ空港（英語版）
- キャンベルタウン - キャンベルタウン空港（英語版）
- ダンディー - ダンディー空港（英語版）
- Eday - Eday空港（英語版）
- エディンバラ - エディンバラ空港
- グラスゴー - グラスゴー国際空港 ハブ
- インバネス - インバネス空港（英語版）
- アイラ島 - アイラ島空港（英語版）
- カークウォール - カークウォール空港（英語版） ベース
- ノースロンルドシ - 北ロンルドシー空港（英語版）
- パパウェストレー（英語版） - パパウェストレー空港（英語版）
- サンデー島 - サンデー空港（英語版）
- サンバラ - サンバラ空港（英語版）
- ストーノーウェイ - ストーノーウェイ空港（英語版）
- ストロンゼー島 - ストロンセー島空港（英語版）
- タイリー島 - タイリー島空港（英語版）
- ウェストレー（英語版） - ウェストレー空港（英語版）
- ウィック（英語版） - ウィック空港（英語版）

## 機材

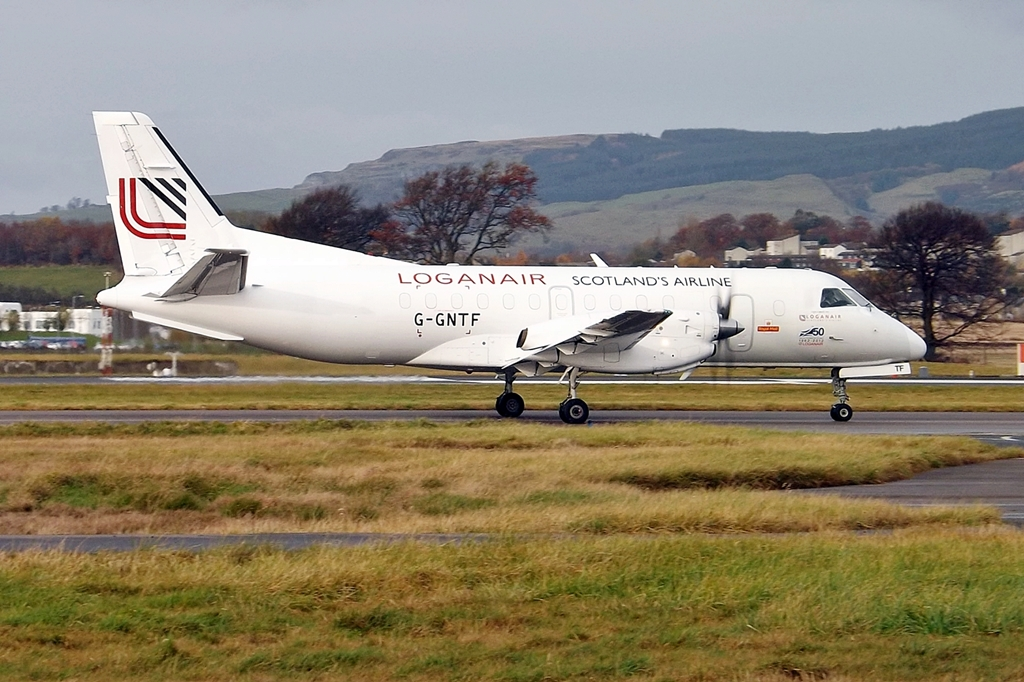
サーブ340AF

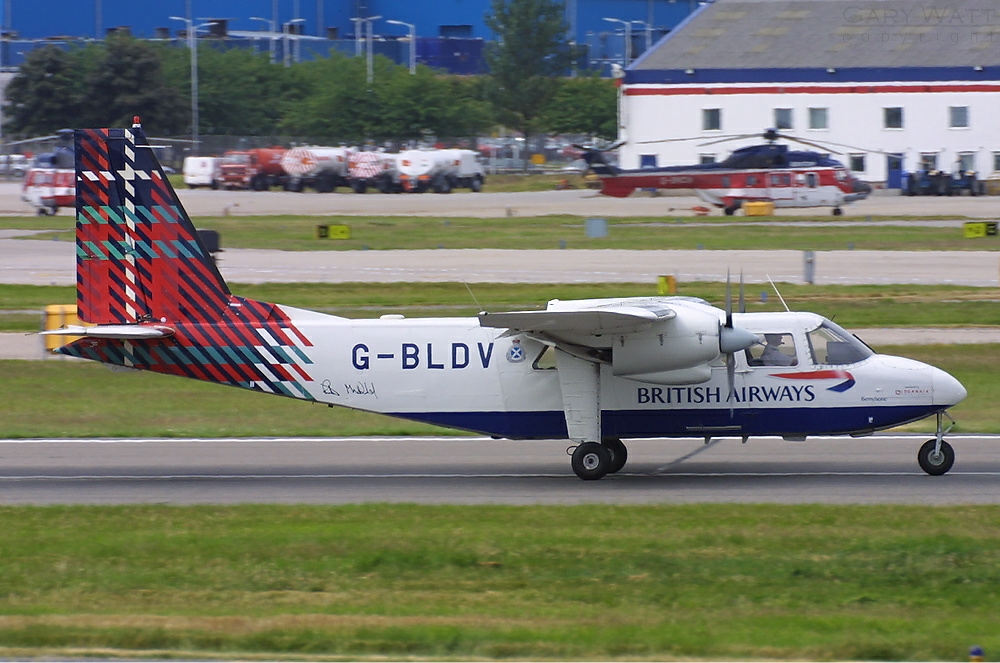
ブリテン・ノーマン アイランダー

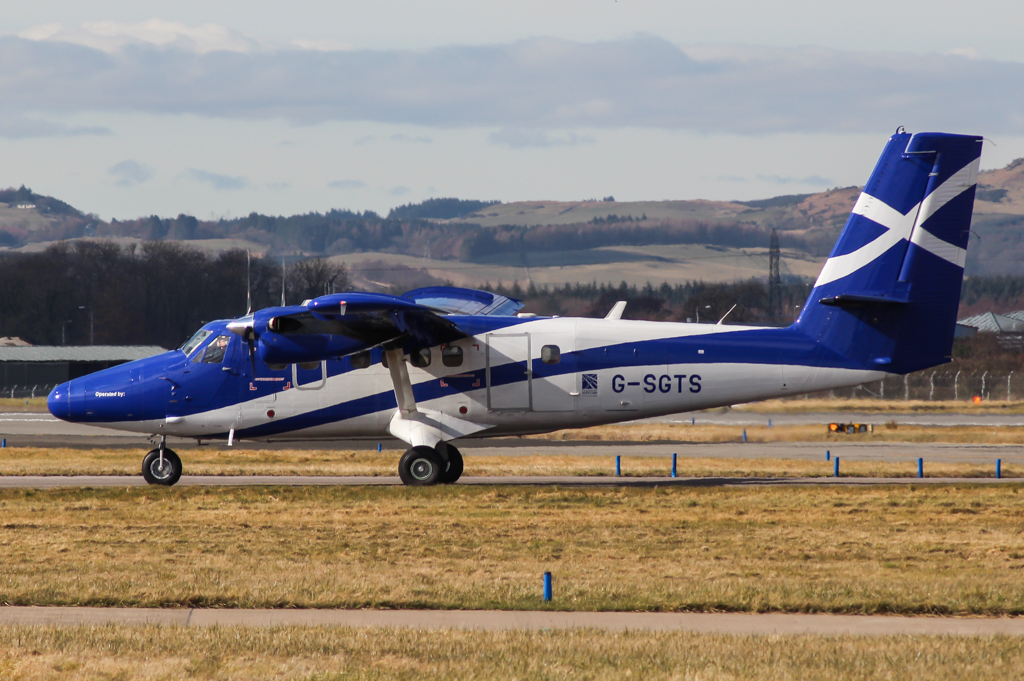
デ・ハビランド・カナダ DHC-6

2025年5月時点の機材を以下に示す。
| 機種                | 運用中 | 発注数 | 乗客数 |
| ------------------- | ------ | ------ | ------ |
| エンブラエルERJ-135 | 1      | —      |        |
| エアブラエルERJ-145 | 13     | —      | 49     |
| サーブ 340          | 1      | —      | 34     |
| ATR42               | 7      |        |        |
| ATR72               | 13     |        | 72     |
| 合計                | 35     |        |        |

## 事件・事故
- 2014年12月15日、アバディーン空港からサンバラ空港（英語版）へ向かっていたローガンエアー6780便（サーブ 2000）が落雷に見舞われ、その後急降下した。事故による負傷者は無かった[8]。